# Kidō Gekidan Haro Ichiza: Gundam Mahjong DS - Oyaji nimo Agarareta koto nai noni!
Kidō Gekidan Haro Ichiza: Gundam Mahjong DS - Oyaji nimo Agarareta koto nai noni! (機動劇団はろ一座　ガンダム麻雀ＤＳ 親父にもアガられたことないのに！) est un jeu vidéo de mah-jong développé par Microvision et édité par Namco Bandai Games en décembre 2005 sur Nintendo DS. C'est une adaptation en jeu vidéo de la série basée sur l'anime Mobile Suit Gundam. C'est le deuxième opus d'une série de trois jeux vidéo,.

## Série
1. Kidō Gekidan Haro Ichiza: Haro no Puyo Puyo : 2005, Game Boy Advance
2. Kidō Gekidan Haro Ichiza: Gundam Mahjong DS - Oyaji nimo Agarareta koto nai noni!
3. Kidō Gekidan Haro Ichiza: Gundam Mahjong + Z - Sara ni Deki Ruyouni Nattana! : 2007, Nintendo DS